# Now直播台
now直播台（英語：now Direct），是香港第三個新聞現場直播頻道，此台在2007年4月18日啟播，先以試播形式播映，主要直播立法會會議、記者會、大型活動等，亦有節目重溫。與本台相類似的頻道包括無綫新聞台和港台電視32。
2015年11月30日起，now直播台由4:3改為以16:9標清格式廣播，並已成為免費頻道。2017年1月10日起，大部份直播節目亦同時透過Now新聞Facebook專頁進行直播。2024年9月起，改為以高清格式廣播。

## 直播節目

### 直播立法會會議
now直播台會現場播放星期三的立法會會議，除了播映全場會議外，還會於下方資訊列顯示內容討論重點。此外，一些事務委員會的會議也會播放。

### 直播重要記者會及演講
雖然now財經台或now新聞台都會現場直播重要記者會及演講，但由於要兼顧播放其他財經節目或新聞報道，因此無法全程直播，只能播放起初的一小段。now直播台啟播後，now直播台就可以全程直播，並能減輕now新聞台、now財經台的負擔，以免節目超時或造成新聞報道編輯混亂。而now直播台亦會於直播後的數天內重播。
此外，now直播台亦曾直播與娛樂圈有關的記者會。例如許志安交代其與黃心穎出軌事件的記者會，以及金秀賢交代其與金賽綸戀情的記者會。

### 直播大型活動或事故
now直播台亦會直播大型慶祝活動、典禮等，如煙花匯演（可能與ViuTV及now新聞台同步直播）、八一解放軍在港表演等、奧運聖火傳遞、熊貓盈盈樂樂到港情況及其後之歡迎典禮等。另外，當有天災、車禍等自然或人為災害，或是當有大型遊行或示威抗議情況時，本台亦可能會即時直播情況。例如在2019年起反修例運動期間經常出現此類直播，而有需要時，更會分割多個視窗直播多區情況。
與大型遊行或示威抗議有關的示威直播，初期並沒有添附任何提醒語，但在反修例運動之後已加上了「直播中可能有不當語言或暴力行為」的字句以提醒觀眾。

## 錄播節目
now直播台會錄播香港電台電視部、now財經台及now新聞台播映過的節目，如《與CEO對話》、《2008年立法會選舉論壇》、《2010年立法會補選論壇》等，由2010年4月26日起，如時間許可，更會於20:30播出即日《時事全方位》的部分精華片段（2013年7月15日起改為21:00），這些節目通常都會重播約三次（8小時為一個循環）。
- 《時事全方位》（精華）：港股交易日21:00-22:00（只播出與嘉賓討論部份）（如當日直播立法會會議超時，會順延甚至暫停播映）。
- 《大鳴大放》：星期六及日21:00-21:30、23:30-00:00（重播now財經台當日播出內容）、星期日及一03:00-03:30（重播）。
- 《杏林在線》：星期日00:00-00:30、03:30-04:00。
- 《經緯線》：星期一00:00-00:30、03:30-04:00。
- 《一周睇樓團》：星期六及日18:00-18:30、星期日及一00:30-01:00、04:00-04:30。
- 港台《與CEO對話》：暑假期間星期六22:00-23:00、23:00-00:00。

## 資訊列
now直播台的資訊列與now新聞台大同小異：同的是now直播台的資訊列同樣會顯示簡短新聞、時間及天氣資訊，異的是天氣及時間資料會在螢幕上方，而簡短新聞資訊則會在螢幕下方。但現已取消簡短新聞資訊。如節目提供雙語服務，會提醒觀眾按「Audio」按鈕選擇所需語言。